# Huron (Kalifornien)

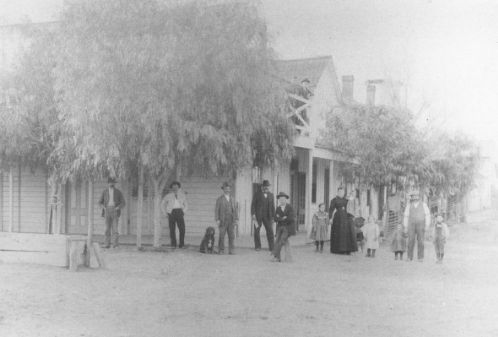
Das Huron Central Hotel etwa 1898.

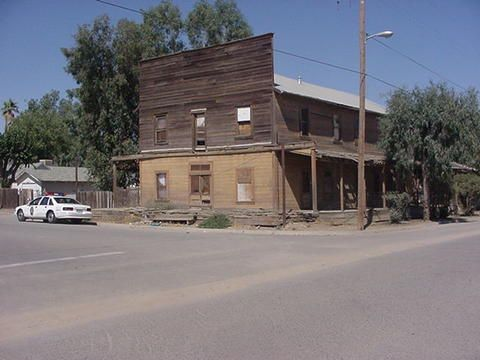
Das Huron Central Hotel 2001.

Huron ist eine Stadt im Fresno County in Kalifornien, Vereinigte Staaten. 2010 waren dort 6754 Einwohner registriert, nach 6306 im Jahr 2000. Dem Census 2000 zufolge hatte die Stadt damals den höchsten Anteil von Latinos und Hispanics in den USA.

## Lage
Huron liegt 24 Kilometer ostnordöstlich von Coalinga auf einer Höhe von 114 Metern.

## Geschichte
Die Stadt wurde 1888 als Wasserstelle für die Westroute der Union Pacific Railroad gegründet. Bereits von 1877 bis 1883 und dann seit 1886 war dort ein Postamt in Betrieb. Joseph Mouren, einer der Gründungsväter, und seine Familie trugen maßgeblich zum Wachstum der Stadt bei. Huron wurde Anfang des 20. Jahrhunderts zu einem Zentrum der Wollproduktion.